# Aricia intrusa
Aricia intrusa är en fjärilsart som beskrevs av Tutt 1912. Aricia intrusa ingår i släktet Aricia och familjen juvelvingar. Inga underarter finns listade i Catalogue of Life.